# Estigmene integra
Estigmene integra là một loài bướm đêm thuộc phân họ Arctiinae, họ Erebidae.